# Jessie Nelson
Pour les articles homonymes, voir Jessie.
Jessie Nelson est une scénariste, actrice, productrice et réalisatrice.

## Biographie
Elle est mariée au réalisateur Bryan Gordon. Ils ont une fille, l'actrice Molly Gordon.

## Filmographie

### Scénariste
- 1987 : Daniel and the Towers (en) de Paul Schneider (téléfilm)
- 1990 : To the Moon, Alice d'elle-même (court métrage)
- 1994 : Corrina, Corrina d'elle-même
- 1996 : Chicago Hope : La Vie à tout prix (Chicago Hope) (1 épisode)
- 1998 : Ma meilleure ennemie (Stepmom) de Chris Columbus
- 1999 : Une vie à deux (The Story of Us) de Rob Reiner
- 2001 : Sam, je suis Sam (I Am Sam) d'elle-même
- 2007 : A la recherche de l'homme parfait (Because I Said So) de Michael Lehmann
- 2007 : Frère Noël (Fred Claus) de David Dobkin
- 2020 : Her Voice (créatrice, 9 épisodes)
- 2023 : Waitress: The Musical de Diane Paulus et Brett Sullivan

### Réalisatrice
- 1990 : To the Moon, Alice
- 1994 : Corrina, Corrina
- 2001 : Sam, je suis Sam (I Am Sam)
- 2015 : Noël chez les Cooper (Love the Coopers)
- 2017 : Larry et son nombril (Curb Your Enthusiasm) (1 épisode)
- 2020 : Her Voice (5 épisodes)

### Productrice
- 1994 : Corrina, Corrina
- 1999 : Une vie à deux (The Story of Us)
- 2001 : Sam, je suis Sam (I Am Sam)
- 2007 : A la recherche de l'homme parfait (Because I Said So) de Michael Lehmann
- 2007 : Frère Noël (Fred Claus) de David Dobkin
- 2012 : Tous les espoirs sont permis (Hope Springs) de David Frankel (productrice exécutive)
- 2015 : Danny Collins de Dan Fogelman
- 2020 : Her Voice (productrice exécutive, 9 épisodes)
- 2023 : Waitress: The Musical de Diane Paulus et Brett Sullivan

### Actrice
- 1988 : Tucker (Tucker: The Man and His Dream) de Francis Ford Coppola : Une femme
- 1993 : The Switch (TV) : Elizabeth Garland
- 1993 : Quand Harriet découpe Charlie ! (So I Married an Axe Murderer) de Thomas Schlamme : Ralph
- 1994 : Hoggs' Heaven de Michael Taav : Poet (téléfilm)
- 1997 : Urgences (ER) : La mère d'une victime de morsure (1 épisode)
- 1999 : Une vie à deux (The Story of Us) : L'agent immobilier